# Sundays River
Der Sundays River (afrikaans: Sondagsrivier, isiXhosa: Nqweba, bei den Khoisan: Nukakamma) ist ein Fluss in der südafrikanischen Provinz Ostkap.

## Flusslauf
Der 250 Kilometer lange Sundays River entspringt am Südhang des 2504 Meter hohen Kompasberg in den Sneeubergen, des höchsten Berges der früheren Kapprovinz. Er fließt etwa südsüdostwärts und mündet südlich von Colchester, rund 40 Kilometer östlich von Gqeberha, in die Algoa Bay im Indischen Ozean. Der Name soll daher stammen, dass eine Kommandoeinheit unter dem Buren Andries Pretorius am Sonntag, den 8. Dezember 1838, dort gelagert haben soll. In der Sprache der Khoisan heißt der Fluss Nukakamma, deutsch „grasiges Wasser“, da die Ufer des Flusses trotz des semiariden Klimas dicht bewachsen sind. 
Am Fluss liegt die Stadt Graaff-Reinet, in deren Bereich der Sundays River als Nqweba Dam aufgestaut wird. Weiter südlich liegt der 1922 errichtete Darlington Dam. Der Unterlauf führt durch die Gemeinde Sundays River Valley und durchfließt den Addo Elephant National Park. Die Mündung liegt inmitten einer mächtigen Sandbank. Der Sundays River gilt als am schnellsten fließender Fluss Südafrikas.

## Hydrologie
Die Abflussmenge des Sundays River wurde am Pegel Addo Drift East, bei dem größten Teil des Einzugsgebietes, in m³/s gemessen.

## Geschichte
Der Sundays River stellte um die Wende zum 19. Jahrhundert, bis zum Vierten Grenzkrieg, die Grenze zwischen der Kapkolonie und den Gebieten der Xhosa dar. Das Gebiet östlich davon, das Zuurveld, war zeitweise eine Pufferzone.

## Heutige Bedeutung
Der Sundays River ist über Pipelines und den Orange-Fish River Tunnel sowohl mit dem Oranje als auch mit Port Elizabeth verbunden, so dass Wasser vom Oranje bis Port Elizabeth geleitet werden kann.
In der Gemeinde Sundays River Valley werden mithilfe künstlicher Bewässerung Zitrusfrüchte angebaut.